# ベレンゲラ・デ・バルセロナ
ベレンゲラ・デ・バルセロナ（Berenguela de Barcelona, 1116年頃 - 1149年1月15日）は、カスティーリャ王アルフォンソ7世の王妃。父はバルセロナ伯ラモン・バランゲー3世、母はプロヴァンス女伯ドゥース1世。兄弟にアラゴン王アルフォンソ2世の父であるバルセロナ伯ラモン・バランゲー4世、プロヴァンス伯ベランジェ・レーモン1世がいる。
1128年にアルフォンソ7世と結婚し、7子をもうけた。
- サンチョ3世（1134年 - 1158年） - カスティーリャ王
- ラモン（1136年 - ?） - 夭逝
- フェルナンド2世（1137年 - 1188年） - レオン王
- コンスタンサ（1138年頃 - 1160年） - フランス王ルイ7世の王妃
- サンチャ（1139年頃 - 1179年） - ナバラ王サンチョ6世の王妃
- ガルシア（1142年頃 - 1145/1146年）
- アルフォンソ（1144年頃 - 1149年）